# Сумська публічна бібліотека
Сумська публічна бібліотека — бібліотечна система в місті Суми; комунальний заклад Сумської міської ради об'єднує 16 бібліотек у населених пунктах Сумської громади.
Книжковий фонд бібліотечної системи становить близько 600 тис. примірників документів.
Щороку (2000-ні) міські бібліотеки Сум обслуговують понад 75 тисяч користувачів різних соціальних і вікових категорій, у тому числі майже 30 тисяч дітей. Загальна чисельність читачів юнацького віку становить майже 20 тисяч осіб. Книговидача становить понад 1,6 млн примірників на рік.
Нині в бібліотечних закладах працює понад 40 читацьких клубів і гуртків, які об'єднують людей різних вікових груп і різних захоплень — наприклад, Дамський клуб, клуб людей похилого віку «Посиденьки», клуб молодих інвалідів «Країна друзів», який у 2017 році переріс у ГО "Сумський клуб «Країна друзів», молодіжний клуб «Надія», клуб відпочинку «Гламур+», клуб «Майстерня активних мам», ляльковий гурток «Чебурашка», сімейна студія читача-початківця «Зернятко» й інші.
Бібліотеки системи тісно співпрацюють з міською радою і виконавчим комітетом у рамках цільової комплексної програми «Бібліотека — інформаційний центр органів місцевого самоврядування».
Починаючи від 1988 року і до 2021 р., Сумську ЦБС очолювала директор Заслужений працівник культури України (2004) Любов Михайлівна Стадниченко.
Загалом до складу мережі Сумської публічної бібліотеки входить 16 бібліотек:
1. Центральна міська бібліотека ім. Т. Г. Шевченка (вул. Нижньовоскресенська, 6) — інформаційний центр для різних категорій користувачів, органів місцевого самоврядування, культурний, дозвіллєвий, громадський центр, де проводять неформальні зустрічі членів спільноти, центр міжособистісного спілкування, діє безкоштовний Інтернет-центр;
2. Бібліотека-філія № 1 (вул. Миколи Леонтовича, 1) — обслуговує читачів мікрорайону Хіммістечка, центр духовности й здорового способу життя сім'ї свого мікрорайону;
3. Бібліотека-філія № 2 (вул. Холодноярської бригади, 22) — центр краєзнавства, місце культурного відпочинку населення мікрорайону й депутатських зустрічей з громадою, відома своєю співпрацею із Спеціалізованою школою для розумово відсталих дітей і із Сумським обласним Соціальним гуртожитком для дітей — сиріт і дітей, позбавлених батьківського піклування;
4. Дитяча Бібліотека-філія № 3 ім. О. П. Столбіна (вул. Новомістенська, 23) —  бібліотека, носить ім'я українського письменника, члена Сумської обласної організації письменників України Олексія Столбіна й має музейну кімнату, експозиція якої присвячена життю і творчості письменника, базова по роботі з дітьми. Бібліотека щороку проводить Столбінівські читання. Робота з обдарованими дітьми та юнацтвом.
5. Бібліотека-філія № 4 (Медіатека) (пров. Веретинівський, 8) — центр громади мікрорайону Добровільної;
6. Бібліотека-філія № 5 (вул. Чехова, 27);
7. Бібліотека-філія № 6 (вул. Котляревського, 1/1) — інформаційно-культурний центр громади Роменського мікрорайону. Працює  під гаслом «Сучасна бібліотека — інформація, знання, успіх»;
8. Бібліотека-філія № 7 (вул. Кондратьєва, 140) — спеціалізована на профорієнтації на військові професії;
9. Молодіжна Бібліотека-філія № 8 (вул. Чорновола, 55)— тут працює музей дитячої творчости, дозвіллєвий центр дитячої творчости «Книга відкриває світ». Головне направлення — робота з обдарованими дітьми та юнацтвом.
10. Бібліотека-філія № 9 (вул. Івана Сірка, 3);
11. Бібліотека-філія № 10 (вул. Лесі Українки, 4) — інформаційно-культурний центр громади Курського мікрорайону;
12. Інклюзивна бібліотека — філія № 11 (вул. Британська, 23/1) — Територія добра й милосердя, спеціалізована на обслуговуванні користувачів з інвалідністю. Створена бібліотечна мініпрограма «Радість спілкування», працює безкоштовний Інтернет-центр;
13. Піщанська бібліотека-філія (с. Нижнє Піщане, вул. Шкільна, 47 а,) — інформаційно-культурний центр  громади с. Піщане;
14. Великочернеччинська бібліотека-філія (вул. Сагайдачного, 4, с. Велика Чернеччина);
15. Пушкарівська бібліотека-філія (вул. Шкільна, 3, с. Пушкарівка);
16. Стецьківська бібліотека-філія (вул. Сумська, 13, с. Стецьківка);

Усі бібліотеки здійснюють велику масову роботу, на їх базі постійно проводять цікаві заходи, влаштовують зустрічі з відомими людьми. Усі бібліотеки системи підключені до інтернету. Користувачі мають можливість навчатися основам комп'ютерної грамотности.
Візитівкою міста Суми є загальноміський бібліотечний проєкт «Золото рідного міста», який діє в бібліотеках системи з 2010 року (ушанування подружніх пар, які прожили разом 50 років і більше).
З 2002 року розпочато створення електронного каталогу в програмі «ІРБІС». Станом на 01.01.2018 року електронний каталог налічує 159978 записів. Електронний каталог оприлюднено на сайті Сумської МЦБС.